# Châtelet (Bèlgica)
Châtelet', en való Tcheslet, és una ciutat belga, a la província de l'Hainaut, dins la regió de la Valònia, al marge del riu Sambre. Châtelet forma part d'una aglomeració urbana juntament amb Charleroi. Està composta pels nuclis urbans de Châtelet, Châtelineau i Bouffioulx. El burgmestre de la ciutat és Daniel Vanderlick.
Fins a la fi de l'antic règim (1794), va ser una de les vint-i-tres Bones Viles del Principat de Lieja, per això porta el perron liegès i l'àguila imperial al seu escut. El pintor René Magritte hi va passar una part de la seva adolescència. Al centre de la ciutat hi ha un passeig Magritte on els fanals porten barrets de bolet en homenatge a l'artista. Al carrer de Bouffioulx hi ha una casa dita «maison espagnole» un edifici que data de l'època de l'ocupació castellana dels Països Baixos espanyols (1556-1714), però força malmés pels propietaris successius.

## Esdeveniments
Des del 1983 cada any se celebra un festival d'orgue a l'església de Sant Pere i Pau.

## Persones
- Pierre Paulus (1881-1959), pintor, «ressuscitat» el 2012 amb la figura d'un gegant realitzat pel taller Sarandaca de Granollers[2]
- Gustave Camus (1914-1984),pintor
- Jean Delire (1930-2000), cinematògraf.[3]

## Agermanaments
- Vimoutiers
- Casteltermini